# Eiphosoma pyralidis
Eiphosoma pyralidis là một loài tò vò trong họ Ichneumonidae.